# De sprekende portretten
De sprekende portretten is het 171e album uit de reeks van De avonturen van Urbanus. Het stripalbum verscheen in 2016 in België.

## Verhaal
In De sprekende portretten laat Urbanus zijn toekomst voorspellen bij Madam Zelda. Over 40 jaar zal Urbanus nog steeds in het eerste studiejaar zitten en er zal een nieuwe uitvinding op de markt zijn: sprekende portretten. Maar in de hemel zijn ze hier niet zo blij mee...